# Peter Steffes
Peter Steffes (Herbesthal, Lontzen, 5 de maig de 1907 - Colònia, 1992) fou un ciclista alemany, especialista en el ciclisme en pista, concretament en la prova de Velocitat. El 1927 va guanyar una medalla Campionat del Món de Velocitat amateur per darrere del seu compatriota Mathias Engel i el danès Willy Falck Hansen.

## Palmarès
- 1926
  -  Campió d'Alemanya amateur en Persecució per equips
- 1930
  -  Campió d'Alemanya en Velocitat
- 1931
  -  Campió d'Alemanya en Velocitat